# 托妮·莫里森
托妮·莫里森（英語：Toni Morrison，1931年2月18日—2019年8月5日），原名克洛伊·阿德里娜·沃福德（Chloe Adelina Wofford），美國著名非洲裔女性作家，是美国非洲文学、黑人文学的重要创作者。其主要作品包括包括《最蓝的眼睛》、《宠儿》、《秀拉》等。其获得过许多文学奖项，包括美国国家图书奖、国家图书评论奖、普利策奖，以及1993年的诺贝尔文学奖。

## 生平
1931年2月18日，托妮·莫里森在美国俄亥俄州出生，出生时，其名为克洛伊·阿德里娜·沃福德（Chloe Adelina Wofford），是家中四个孩子的老二。托妮的父亲乔治·沃福德（George Wofford）在乔治亚州长大。在他15岁那年，一伙白人在他家的街道上用私刑杀死了两个非裔美国人商人，托妮曾回忆说父亲一定看到了两个人死后的尸体，但他一直对子女否认他见过，因为这对他太过残酷。在这次私刑事件后不久，乔治搬到了种族更加多元化的俄亥俄州，以规避种族歧视，并在俄亥俄州发达的工业中工作获得收入。由于遭受过种族歧视，乔治非常憎恨白人，甚至不让他们进家门。
在托妮两岁那年，由于父母无法负担房租，房东在屋中有人的情况下纵火焚烧了她们家的房子。面对暴行，家人的反应并不是绝望和消沉，而是以高姿态嘲笑鄙夷房东的这种“怪异的邪恶”（bizarre form of evil），托妮曾表示家人这样的反应显示了人如何保持正直及捍卫自己的生命。
在家中，托妮的父母常讲述传统的美国民间故事、歌曲和灵异传说，这形塑了她日后创作的基础。托妮自童年时便喜欢读书，她喜欢的作家包括简·奥斯汀和列夫·托尔斯泰等。
12岁时，托妮皈依了天主教，取了洗礼名安东妮（Anthony），这是她后来的笔名“托妮”（Toni）的由来。在高中时期，托妮曾参加过辩论队和戏剧社。
1949年，托妮进入位于华盛顿的霍华德大学（Howard University）学习戏剧，成为家中的第一个大学生，在大学期间，她接触到了种族隔离的餐馆和公交车。1953年，她获得英语文学学士学位而毕业，并附修了古典文学。1955年，她在康奈尔大学（Cornell University）获得文学硕士（Master of Arts in Literature）学位。
此后，她在位于休斯敦的德克萨斯南方大学（Texas Southern University）教授英语，随后回到母校霍华德大学任教。在此期间，她于1958年与一位牙买加建筑师哈罗德·莫里森（Harold Morrison）结婚，并育有两个儿子。
1964年，她和丈夫离婚，次年她开始在纽约州的一家书店的教科书部门担任编辑，两年后成为该书店小说部门的首位女性高级编辑。在此期间，莫里森积极将黑人文学带入主流，她在1972年参与编辑了开创性的《当代非洲文学》（Contemporary African Literature），收录了不少非洲作家的作品，也培养了新一代非裔美国作家。1974年，她参与编辑了《黑皮书》（The Black Book），这是一本选集，收录了从奴隶制时期到1920年代美国黑人生活的照片、插图、散文和文件。在出版前，书店因题材敏感而对这个项目犹豫不决，然而出版后反响强烈。1975年，她出版了拳王穆罕默德·阿里（Muhammad Ali）的自传。
托妮的创作生涯始自大学期间，她当时是一个非正式的诗人和作家小组成员，常聚会讨论作品。在一次会上，有人分享了一个渴望拥有蓝眼睛的黑人女孩的故事，被托妮留心记录，这后来也发展成为了她的第一部小说《最蓝的眼睛》（The Bluest Eye）。托妮每天清晨4点就起床写作，也独自抚养两个儿子。
1970年，《最蓝的眼睛》出版，受到了积极的评价。起初这部作品的销量不佳，但纽约城市大学（City University of New York）等一些高校将其列入了黑人研究的阅读书目，使其销量提升。1975年，托妮的第二部小说《秀拉》（Sula，1973）获得美国国家图书奖（National Book Award）的提名，该小说讲述了两名黑人女性之间的友谊。1977年，她的第三部小说《所罗门之歌》（Song of Solomon）出版，讲述了一个探索血统的故事，这部作品为她赢得了来自全国的赞誉，成为“每月一书”（Book of the Month Club）俱乐部的主要选择，这是该俱乐部自1940年以来首次选入黑人作家小说。《所罗门之歌》还获得了美国国家图书评论奖（National Book Critics Circle Award）。1979年，巴纳德学院（Barnard College）授予托妮荣誉奖章（Barnard Medal of Distinction），为该校最高荣誉。
1981年，她出版作品《柏油娃娃》（Tar Baby），讲述了一个时装模特爱上身无分文但充满自信的黑人流浪汉的故事。1983年，托妮从书店辞职，离开了出版业，将更多时间投入写作。她曾在纽约州多所高校教授英语。1984年，她被任命为纽约州立大学奥尔巴尼分校（University at Albany, SUNY）的讲席教授。在此期间，托妮创作了自己的首部戏剧《梦中的埃米特》（Dreaming Emmett），讲述了1955年一个黑人少年被白人谋杀的真实故事。
1987年，托妮出版了她最著名的小说《宠儿》（Beloved），小说灵感来源于被奴役的非裔美国女性玛格丽特·加纳（Margaret Garner）的真实故事，这是她当年编辑《黑皮书》时发现的。《宠儿》获得了外界的一致好评，并连续25周占据畅销书榜首，其获得了普利策小说奖（Pulitzer Prize for Fiction）等奖项，并和后来托妮接连创作的《爵士乐》（Jazz，1992）与《天堂》（Paradise，1997）共同构成了“宠儿三部曲”（Beloved Trilogy）。
1993年，托妮·莫里森获得了诺贝尔文学奖，成为首位获得该奖的黑人女性。托妮在获奖感言中说：“我们都会死去，这也许就是生命的意义，但我们的语言也构成了生命的尺度。”她的诺贝尔奖演讲强调了语言的力量，特别是如何影响文化、社会和个人身份。
1996年，美国国家人文基金会（National Endowment for the Humanities）邀请托妮参加杰斐逊讲坛（Jefferson Lecture），这是美国政府为表彰人文领域杰出知识成就而授予的最高荣誉。同年，她还获得了美国国家图书基金会（National Book Foundation）颁发的美国文学杰出贡献奖章（Medal for Distinguished Contribution to American Letters）。
1998年，由《宠儿》改编的电影上映，著名的主持人奥普拉·温弗瑞（Oprah Winfrey）参与创作和演出，但电影的票房不佳。尽管如此，奥普拉此后仍然陆续将托妮的小说列入她主持的奥普拉读书俱乐部（Oprah’s Book Club）节目中，极大助推了小说的销量。
2000年代，托妮继续创作，并在学术界和社会领域保持活跃。2004年，她受邀在韦尔斯利学院（Wellesley College）发表毕业典礼演讲，被誉为有史以来最伟大的毕业演讲之一。2005年6月，牛津大学授予她荣誉文学博士学位（Honorary Doctor of Letters）。2006年，《纽约时报书评》（The New York Times Book Review）将《宠儿》评为过去25年美国小说中最好的作品。2008年，托妮出版了小说《慈悲》（A Mercy），讲述了美国建国前来自世界各地的人在美洲殖民地争相立足的故事。
自1989年至2006年退休，莫里森一直在普林斯顿大学（Princeton University）担任人文学科教授，教授创意写作课程。2017年，普林斯顿大学为她修建了一座大厅（Morrison Hall）。
托妮的最后一本小说《上帝保佑孩子》（God Help the Child）于2015年出版，探讨黑人肤色与种族歧视的议题。
2019年8月5日，托妮·莫里森因肺炎并发症在纽约一家医疗中心去世，享年88岁。当年11月21日，纽约曼哈顿的圣约翰大教堂举行了一场纪念托妮的仪式，包括奥普拉·温弗瑞、塔妮哈西·科茨（Ta-Nehisi Coates）等人在内的多位社会名流到场向她致敬。
托妮·莫里森的作品至今仍然被广泛研究和讨论，她被誉为20世纪最重要的作家之一。

## 文学作品

### 小說
- 《深蓝的眼睛》 The Bluest Eye （1970; ISBN 0-452-28706-5）
- 《秀拉》 Sula （1974; ISBN 1-4000-3343-8）
- 《所罗门之歌》 Song of Solomon （1977; ISBN 1-4000-3342-X）
- 《柏油娃》 Tar Baby （1981; ISBN 1-4000-3344-6）
- 《娇女》Beloved 1987（王友轩翻译，湖南文艺出版社，1990；含“译序”和“译后记”ISBN 9787540406035）
- 《宠儿》 Beloved 1987 （1995; ISBN 1-4000-3341-1）
- 《爵士乐》 Jazz （1992; ISBN 1-4000-7621-8）
- 《天堂》 Paradise （1999; ISBN 0-679-43374-0）
- 《爱》 Love （2003; ISBN 0-375-40944-0）
- 《恩惠》 A Mercy （2008）
- 《家》 Home （2012）
- 《上帝保佑孩子》 God help the child （2015）

### 文學評論
- 黑暗中的遊戲：白性與文學想像 Playing in the Dark : Whiteness and the Literary Imagination （1992）